# A nyomorultak (televíziós sorozat, 1992)
A nyomorultak (eredeti cím: Les Misérables) 1992-től 1993-ig futott francia televíziós rajzfilmsorozat, amely Victor Hugo regénye alapján készült. Az animációs játékfilmsorozat rendezője Thibaut Chatel. A forgatókönyvet  Jacqueline Monsigny, Franck Bertrand és Thibaut Chatel írta, a zenéjét Jean-Luc Azoulay és Gérard Salesses szerezte. A tévéfilmsorozat az AB Productions gyártásában készült, a Mangas forgalmazásában jelent meg. Műfaja történelmi filmsorozat és kalandfilmsorozat. Franciaországban 1992 december 25-étől 1993-ig a TF1 vetítette, Magyarországon a TV-1, az RTL Klub (új szinkronnal) és a Minimax sugározta.

## Szereplők
| Szereplő                   | Francia hang          | Magyar hang          |
| -------------------------- | --------------------- | -------------------- |
| Narrátor                   | Jean-Luc Reichmann    | Perlaki István       |
| Jean Valjean               | Bernard Woringer      | Helyey László        |
| Cosette                    | Valérie de Vulpian    | Biró Anikó           |
| Javert felügyelő           | Jean-Claude Montalban | Reviczky Gábor       |
| Gavroche                   | Brigitte Lecordier    | Bartucz Attila       |
| Marius Pontmercy           | N/A                   | Fekete Zoltán        |
| Thénardier úr              | Gérard Hernandez      | Haumann Péter        |
| Thénardier asszony         | Micheline Dax         | Molnár Piroska       |
| Éponine Thénardier         | Nathalie Mazéas       | Kiss Erika           |
| Azelma Thénardier          | Evelyne Grandjean     | Somlai Edina         |
| Fantine                    | Céline Monsarrat      | Pápai Erika          |
| Symphorien asszony         | Claudie Chantal       | Pásztor Erzsi        |
| Prefektus                  | N/A                   | Horkai János         |
| Courfeyrac                 | N/A                   | Reisenbüchler Sándor |
| Enjolras                   | N/A                   | Kerekes József       |
| Gillenormand úr            | N/A                   | Kautzky József       |
| Sipriean                   | N/A                   | Melis Gábor          |
| François Lamarque tábornok | N/A                   | Szabó Ottó           |
| Myriel püspök              | N/A                   | Makay Sándor         |
| Victor Hugo                | Henri Poirier         | Perlaki István       |
| főcímdal                   | N/A                   | Dorogi Barbara       |
| felolvasó                  | felolvasó             | Palcsó Brigitta      |

További magyar hangok: Antal László, Áron László, Bácskai János, Balázsi Gyula, Benkő Márta, Bodor Tibor, Botár Endre, Breyer László, Czigány Judit, Csendes Olivér, Csondor Kata, Csuja Imre, Dimulász Miklós, Dudás Eszter, Felföldi László, Gruber Hugó, Gyimesi Pálma, Gyürki István, Halász Aranka, Holl Nándor, Hollósi Frigyes, Horányi László, Imre István, ifj. Jászai László, Juhász Tóth Frigyes, Kassai Ilona, Kardos Gábor, Kárpáti Tibor, Kenderesi Tibor, Kiss Mari, Komlós András, Koncz István, Matus György, Móni Ottó, Minárovits Péter, Némedi Mari, Pápai Erzsi, Palóczy Frigyes, Pataky Imre, Pusztai Péter, Ráckevei Anna, Rékai Nándor, Rudas István, Simon György, Simonyi Piroska, Sörös Sándor, Szabó Éva, Szabó Sipos Barnabás, Szalai Imre, Szénási Kata, Szűcs Sándor, Uri István, Várkonyi András, Végvári Tamás, Vicsek Miklós, Vizy György, Wohlmuth István

## Epizódok
| #   | Magyar cím                       | Eredeti cím                                 |
| --- | -------------------------------- | ------------------------------------------- |
|     |                                  |                                             |
| 01. | Thénardier fogadó                | L'auberge des Thénardier                    |
|     |                                  |                                             |
| 02. | Cosette és Gavroche              | Cosette et Gavroche                         |
|     |                                  |                                             |
| 03. | Cosette kincse                   | Le trésor de Cosette                        |
|     |                                  |                                             |
| 04. | Az idegen                        | L'inconnu                                   |
|     |                                  |                                             |
| 05. | A szökés                         | L'enlèvement                                |
|     |                                  |                                             |
| 06. | A fekete ruhás ember             | L'homme en noir                             |
|     |                                  |                                             |
| 07. | Cosette lázadása                 | La révolte de Cosette                       |
|     |                                  |                                             |
| 08. | Fantine-nek tett ígéret          | Le serment fait à Fantine                   |
|     |                                  |                                             |
| 09. | Madeleine kisasszony             | Mademoiselle Madeleine                      |
|     |                                  |                                             |
| 10. | Madeleine úr titka               | Le secret de Monsieur Madeleine             |
|     |                                  |                                             |
| 11. | Az arrasi per                    | Le procès d'Arras                           |
|     |                                  |                                             |
| 12. | Találkozás Gavroch-sal           | Gavroche retrouvé                           |
|     |                                  |                                             |
| 13. | Fauchelevent kisasszony eltűnik  | La disparition de Mademoiselle Fauchelevent |
|     |                                  |                                             |
| 14. | Marius és Cosette                | Marius et Cosette                           |
|     |                                  |                                             |
| 15. | Javert visszatér                 | Le retour de Javert                         |
|     |                                  |                                             |
| 16. | Az elveszett gyermekek búvóhelye | Le repaire des enfants perdus               |
|     |                                  |                                             |
| 17. | Egy titokzatos pár               | Un couple mystérieux                        |
|     |                                  |                                             |
| 18. | A csapda bezárul                 | Le piège se referme                         |
|     |                                  |                                             |
| 19. | A forrófejű nagypapa             | Un grand-père irascible                     |
|     |                                  |                                             |
| 20. | Az őrangyal                      | La mascotte de l'A.B.C.                     |
|     |                                  |                                             |
| 21. | A barikádokon                    | Les barricades                              |
|     |                                  |                                             |
| 22. | Egy sötét éjszaka                | Une sombre nuit                             |
|     |                                  |                                             |
| 23. | Párizs csatornái                 | Les égouts de Paris                         |
|     |                                  |                                             |
| 24. | Gavroche titka                   | Le secret de Gavroche                       |
|     |                                  |                                             |
| 25. | Az utolsó per                    | Le dernier procès                           |
|     |                                  |                                             |
| 26. | Jean Valjean lánya               | La fille de Jean Valjean                    |

## Fordítás
- Ez a szócikk részben vagy egészben  a   Les Misérables (série télévisée d'animation, 1992) című francia Wikipédia-szócikk fordításán alapul.  Az eredeti cikk szerkesztőit annak laptörténete sorolja fel. Ez a jelzés csupán a megfogalmazás eredetét és a szerzői jogokat jelzi, nem szolgál a cikkben szereplő információk forrásmegjelöléseként.